# 菲洛皮門
菲洛皮門（英語：Philopoemen，前252年—前182年）。古希腊政治家与军事将领。曾担任总司令之职。早年生活简朴并接受过哲学教育，后参加战争，他在战争中表现突出，作战英勇，并多次负伤。晚年为政敌梅西尼人狄諾克拉底 (Dinocrates) 毒殺。

## 扩展阅读
- 波利比烏斯的歷史（x–xxiii）是菲洛皮門生平的主要依據，該書及另一菲洛皮門的專著（現已遺失）被普魯塔克的"菲洛皮門"、保薩尼亞斯 (viii. 49SI)、李維 (xxxi–xxxviii)直接地及被查士丁（xxx–xxxiv）簡接地引用。
- 普魯塔克, The Lives, "Philopoemen"
- 波利比烏斯, The Histories of Polybius, Books X–XXXIII （页面存档备份，存于）
- 查士丁, Marcus Junianus Justinus, Epitome of the Philippic History of Pompeius Trogus, Books XXX–XXXIV （页面存档备份，存于）
- The Oxford Classical Dictionary (1964)
- The Oxford History of the Classical World (1995)
- The Oxford Who's Who in the Classical World (2000)